# Shanky
Gurvinder Singh Malhotra (Jagadhri, Haryana, 19 de junio de 1991) es un luchador profesional indio. Es conocido por haber trabajado para la empresa estadounidense WWE, donde se presentó bajo el nombre de Shanky. También es conocido por sus apariciones en la promoción Continental Wrestling Entertainment (CWE).

## Primeros años
Gurvinder nació de Sardar Narendra Singh y Narendra Kaur en 1991 en Jagadhri, Haryana, India en una familia Punjabi Khatri Sikh. Estudió B.Com en Maharaja Agrasen College y trabajó como contador en la Universidad Maharishi Markandeshwar, Mullana, Haryana, India. Mientras trabajaba como contador, sus amigos por lo general se referían a él como The Great Khali (debido a su estatura) y la mayoría de las veces decían que el trabajo de un contador no se adaptaba a su estatura física. Esto lo provocó a conocer The Great Khali y sobre la lucha libre profesional y, finalmente, se interesó en él. Vio a The Great Khali hablando sobre su nueva academia, Continental Wrestling Entertainment en el episodio 164 de Comedy Nights con Kapil el 24 de junio de 2015 y, por lo tanto, decidió unirse a CWE ese mismo año. 

## Carrera

### Continental Wrestling Entertainment (2015-2020)
A la edad de 24 años, Malhotra se unió a Continental Wrestling Entertainment (CWE) en 2015. Fue anunciado oficialmente como una superestrella de CWE llamada Shanky Singh el 21 de junio de 2016 a través del canal oficial de YouTube de CWE. El 26 de junio de 2016, Hindustan Times subió un video en YouTube que mostraba a Shanky Singh cantando la canción Janam Janam de la película Dilwale de Bollywood de 2015 mientras The Great Khali y otros sentados a su lado Shanky Singh tuvo su primer partido televisado contra Manish Singh el 26 de julio de 2016, que ganó a través de pinfall después de entregar un Chokeslam. El 5 de septiembre de 2016 ganó el Battle Royal. Derrotó a Shallu Cena mediante la sumisión de Hell's Gate el 10 de septiembre de 2016. Ganó el combate Royal Rumble el 17 de octubre de 2016 en Panipat, Haryana, India, poco antes de ser atacado por Brody Steele y sus amigos. Shanky derrotó a Pankaj el 12 de noviembre de 2016. El 22 de marzo de 2017, anunció que estaba siendo seleccionado para las pruebas de la WWE en Dubái, Emiratos Árabes Unidos y agradeció a sus padres y The Great Khali por apoyarlo. El 29 de marzo de 2017, Chokeslamed a un policía indio Pandey sobre el otro policía y algunos peatones y pronto escapó con su bicicleta porque Pandey ordenó a Shanky que detuviera sus flexiones en medio de la calle, esto comenzó una disputa con los dos policías. oficiales. Como parte de la disputa, los dos policías que reaparecieron atraparon a Shanky en el puesto fronterizo, pero Shanky escapó. los dos ganó el Campeonato Mundial de Peso Pesado de la CWE el 7 de mayo de 2018 al derrotar a Faruqua Khan. También fue campeón en parejas de la CWE con The Giant Wonder. Su enemistad con Faruqua Khan (quien es retratado como un paquistaní) es bien conocida. Ganó el primer combate Royal Rumble de CWE el 28 de febrero de 2016 en Dehradun, Uttarakhand, India. eliminando por último a Super Khalsa.

### WWE (2020-2023)
Malhotra viajó a Dubái, Emiratos Árabes Unidos en marzo de 2017, donde participó en una audición de 5 días para la prueba de la WWE y fue seleccionado para participar en la prueba. En noviembre de 2017, Malhotra asistió a otra prueba de la WWE en Jalandhar, Punjab, India. El 29 de enero de 2020, WWE anunció los fichajes de tres aprendices indios, incluido Malhotra. En Superstar Spectacle el 22 de enero de 2021, Malhotra, bajo el nombre de Dilsher Shanky, se asoció con Giant Zanjeer, Rey Mysterio y Ricochet para derrotar a Cesaro, Dolph Ziggler, King Corbin y Shinsuke Nakamura en una lucha por equipos de ocho hombres.
En el episodio del 10 de mayo de Raw, Shanky, junto con Veer, se alinearían con Jinder Mahal. Como parte del Draft de 2021, tanto Shanky como Mahal fueron reclutados para la marca SmackDown mientras Veer permaneció en la marca Raw, poniendo fin a su alianza con Veer.
En Survivor Series, participó en el 25-Man Dual Brand Battle Royal en conmemoración a los 25 años de carrera de The Rock, eliminando a The Viking Raiders (Erik e Ivar), sin embargo fue eliminado por Omos. 5 días después en SmackDown, participó en el Black Friday Invitational Battle Royal por una oportunidad al Campeonato Universal de la WWE de Roman Reigns, sin embargo fue eliminado por Madcap Moss. En el SmackDown! emitido el 24 de diciembre, participó en el 12 Days for Christmas Gauntlet Match por una oportunidad por el Campeonato Intercontinental de la WWE de Shinsuke Nakamura, entrando de cuarto, eliminando a Ángel, sin embargo fue eliminado por Ivar. El 21 de septiembre de 2023, Shanky fue liberado de su contrato por WWE.

## Campeonatos y logros
- Continental Wrestling Entertainment
  - CWE Heavyweight Championship (2 veces)[9]

## Otros medios
Malhotra hizo su debut cinematográfico como Zalzala Singh en la película Bharat de 2019.

### Filmografía
| Año  | Título | Papel         |
| ---- | ------ | ------------- |
| 2019 | Bharat | Zalzala Singh |